# سنحاریب ملکی
سنحاریب ملکی (سریانی: ܣܢܚܪܝܒ ܡܠܟܝ؛ زادهٔ ۱ مارس ۱۹۸۴) یک ورزشکار اهل سوریه است.

## باشگاهی
از باشگاه‌هایی که در آن بازی کرده‌است می‌توان به باشگاه فوتبال رودا جی‌سی کرکراد، قاسم پاشا اسپور، و تیم ملی فوتبال سوریه اشاره کرد.

## تیم ملی
وی همچنین در تیم ملی فوتبال سوریه بازی کرده است.